# 천상지희 더 그레이스
천상지희 더 그레이스(天上智喜 The Grace)는 과거 SM 엔터테인먼트 소속의 여성 4인조로 구성된 대한민국 아카펠라 팝 댄스 그룹이다. 현재는 2024년 린아까지 전 멤버가 SM엔터테인먼트를 떠나면서 그룹 활동이 무기한으로 중단된 상태이다.
4명의 멤버는 2005년에 데뷔하여 노래, 댄스, 연기 등을 선보이며, 아시아(한국, 일본, 중국)에서 활동하고 있다. 일본에서는 Tenjochiki라는 명칭을 사용하며 중화권에서는 Tian Shang Zhi Xi, 영어권에서는 The Grace를 사용한다. 한국과 일본에서 싱글들을 발매했으며, 2006년 말에 한국에서 세 번째 싱글을 발표하면서, 우아함을 강조하고 부르기 쉽게 하기 위해, 그룹의 이름을 천상지희 더 그레이스로 바꾸었다. 2007년 5월 4일에 첫 번째 정규앨범 한번 더, OK?를 발표하고 한국에서 활발한 활동을 하였다. 이후 다시 일본에서 다수의 싱글과 두 장의 정규 앨범을 발표했고, 2009년에 이루어질 일본 정규 2집 투어 준비 중 멤버 스테파니의 허리 부상으로 린아, 다나, 선데이 3인 체제로 활동을 이어나갔다. 2009년 6월을 끝으로 공식적인 그룹 활동을 중단했으며, 멤버들은 뮤지컬, 연기, dj 등 각자의 영역에서 활발한 활동을 펼쳐나가고 있다. 2011년 7월 11일 멤버 다나와 선데이가 '천상지희-다나&선데이'라는 유닛 프로젝트로 나 좀 봐줘를 발표하고 한국에서 약 4년만에 그룹 활동을 선보인 바 있다.

## 데뷔 이전
2002년에 해산된 인기 많은 소녀그룹 S.E.S.의 소속사였던 SM 엔터테인먼트는 그 이후에 '밀크', '이삭N지연', '신비'와 같은 유사한 다른 그룹들을 결성해 보았으나, 한국의 음악시장에서 큰 인기를 얻지는 못했다.
그러나, 2004년 초에 아이돌 그룹인 '동방신기'가 데뷔하여, 아시아 전역에서 큰 인기를 끌게 되었다. 같은 해에 SM 엔터테인먼트에 소속된 4명의 여자 가수는 '다나'의 솔로곡이었던 '바램'을 다시 녹음하여 2004년 여름휴가에 맞춰 준비된 《SMTOWN.com》앨범에 수록하였다(SMTOWN 8집 7번 트랙). 이들이 바로 '다나'와 '이삭 N 지연'의 '지연'과 두 명의 새로운 멤버인 '선데이'와 '스테파니'였다.
다나는 이미 2001년과 2003년에 2장의 솔로 앨범을 발표했다. 첫 번째 앨범은 반응이 좋았으나, 두 번째 앨범은 그다지 관심을 받지 못했다. '이삭 N 지연'의 멤버였던 지연은 2002년에 1장의 앨범을 발표했다.
선데이는 2001년에 SM 엔터테인먼트가 주최한 제1회 청소년베스트선발대회 노래짱 대상을 수상했다. 2002년부터 SM 엔터테인먼트의 전속 연습생이었다. 그녀는 주변인들에게 언제나 활기를 준다는 의미에서 실제이름 대신 예명(선데이)으로 불리게 되었다. 선데이는 2004년에 '리라노 카타오모이(リラの片想い)로 데뷔했다. 라디오 DJ로 임했던 경험이 있어 일본어를 유창하게 구사할 수 있게 되었다. 그 후 천상지희가 결성되어 준비하는 기간 중, 천상지희의 데뷔 한달 전인 2005년 4월에 두 번째 싱글앨범인 '우소쯔끼 보이(ウソツキBOY)'을 발표하였다
스테파니는 2004년에 '청소년 경연대회(Teen Best Competition)'에서 대상으로 입상하여, SM 엔터테인먼트의 스카우터에게 낙점을 받았다. 그녀는 5세 때부터 발레를 배웠다. 당시에 그녀는 한국에서 미국의 캘리포니아주 샌디에고로 이민하였으며, 캘리포니아 주에 있는 유명한 발레학교에 다니게 되었다. 그녀는 저명한 보스턴 발레 대학교로부터 장학금을 제의받았으나, 이를 사양하고 SM 엔터테인먼트에 입단하게 되었다. 미국생활이 길어서, 영어구사가 능숙하다.
이들의 음색은 서로 조화가 잘 되었기 때문에, SM 엔터테인먼트는 '동방신기'를 이어가면서 아카펠라를 지향하는 새로운 한국가요 그룹을 만들기로 했다. 또한, 새로운 그룹은 한국 외에도 중국과 일본에서 성공한다는 것을 목표로 삼게 되었다. 천상지희의 공식적인 한국 데뷔는 2005년 5월 1일 SBS 인기가요에서 펼쳐졌다.
그룹의 이름은, '천무(天舞, 하늘의 춤) 스테파니', '상미(上美, 천상의 아름다움) 린아', '지성(智聲, 부드러운 소리) 선데이', '희열(喜悦, 행복) 다나'라는 4명의 예명으로부터 각각 첫 글자를 따서 '천상지희(天上智喜)'로 정해졌다.

## 활동 내용

### 데뷔와 초기활동
천상지희의 공식적인 첫 공연은 중국에서 2005년 4월 29일에 있었다. 이들은 자신들의 새로운 노래인 'Too Good'과 '부메랑'을 불렀으며, 몇주후에 중국의 방송채널인 CCTV를 통해 방송되었다. 천상지희는 같은 SM사 소속이던 '강타'와 함께 출연하였다. '부메랑'의 가사는 중국어로 공연되었다. 이틀 뒤에, 천상지희는 'Too Good'으로 SBS사의 가요프로그램인 '인기가요'에서 데뷔하였다.
그러나, 천상지희의 한국 데뷔는 논쟁을 불러일으켰다. SM사는 한국의 팬들에게 천상지희를 '여성으로 구성된 동방신기'로 소개했다. 처음에는 좋은 마케팅 전략으로 여겨졌지만, '동방신기'의 매니아 팬들에게 거부감을 주게 되어 역효과가 나타나게 되었다.
천상지희의 첫 번째 싱글인 《Too Good》은 SM사가 기대했던 것만큼 성공적이지는 못했다. 몇 달 간의 홍보활동이 있었지만, 이후에는 같은 싱글 음반에 담겨진 섹시한 컨셉의 '부메랑'이란 곡으로 교체하여 홍보를 시작하였다. 이곡에 맞추어 댄싱이 공연되자, 이전보다 좀 더 관심을 받게 되었다. 성공적이지 않았다기 보다 많은 인기를 얻었음에도 이들을 알 수 없는 루머로 인해 생긴 안티팬들에 의해 천상지희의 활동에 방해가 되었다는 쪽이 옳다. 또한 이들은 엘비스 프레슬리의 'Can't Help Falling in Love'와 죠지 마이클의 'Faith'를 아카펠라 버전으로 공연하기도 하였다.
한국에서 첫 번째 싱글을 약 7개월간 홍보한 후에, 천상지희는 중국으로 건너가서 빠르게 팬의 수를 늘려나갔다. 이들의 중국에서의 홍보활동 기간은 짧았다. 온라인 상점의 기록에 따르면, 공식적으로는 2006년 3월에 중국어 버전으로 제작된 싱글이 발표되었다. 이 싱글 음반에는 'Too Good', '부메랑', '바램(Fight To The End)'이 수록되었다. 홍보 활동을 마친 후에, 천상지희는 일본으로 건너갔다.

### 일본에서 발매한 싱글 음반
천상지희의 팬들은 2005년 말경에 한국에서 정규앨범이 나와주길 기대했었다. 그러나, 일본에서 새로운 싱글을 발표하자 팬들은 놀라워했다. 천상지희의 일본어판 싱글인 '부메랑'은 12월에 발표되기로 되어있었으나, 2006년 1월 25일로 연기되었다. 그러나, 새로운 싱글 음반의 홍보는 12월부터 시작되었다. 이 싱글에 담긴 '부메랑'은 곡에 사용된 악기를 교체하고 일본어 가사로 노래하여 새롭게 녹음되었다. 또한 일본어판 싱글 음반에는 선데이가 솔로로 부른 'Do You Know?'라는 곡이 수록되었다.
'부메랑' 싱글 음반은 일본의 오리콘 차트 성적에서 싱글 200위 중에 110위에 자리잡으며 그리 좋은 성과를 보이지는 못했다. 하지만 곧이어 3월 8일에는 두 번째인 'The Club'이 스테파니가 노래한 'What U Want'라는 곡과 함께 새로운 일본어판 싱글 음반으로 출시되었다.
SM 엔터테인먼트의 한국어판 발표에 따르면, 'The Club'은 일본에서 발매되기 2주일 전에 한국에서 발매되었다. 일본어판은 랩퍼 'SEAMO'가, 한국어판은 유명한 한국가수인 비가 랩부분을 맡아 참여해주었다. 양국에서 발매된 두 가지 버전의 수록곡의 목록은 동일하다. 한국판 The Club은 이전에 활동했던 '부메랑'보다 더욱 대중적인 곡이었고, 상당히 긍정적인 평가를 받았다. 이 곡이 반응이 좋았음에도 불구하고, 약 2주 간의 짧은 활동기간으로 인해 가요프로그램 1위 등의 성과는 보이지 못하며, 한국 활동을 마쳤다.
'The Club'은 오리콘 차트에서 131위를 차지하며 일본에서 그다지 환영받질 못했다. 한국에서 짧은 홍보활동을 마친 후에는 일본으로 건너가서 세 번째 싱글인 'Sweet Flower'를 준비했다.
'Sweet Flower'의 공식적인 설명에 따르면, '사랑에 빠진 모든 이들을 위하여' 바치는 이 곡은 4월에 일본의 TBS사의 유명은 음악쇼인 CDTV의 테마음으로 사용되었다. 이 싱글 음반에 대해서는 한 번의 라디오 인터뷰와 작은 이벤트 행사에서의 공연이 있었을 뿐이었다. 이 싱글에는 린아가 부른 'Rock'n'Roll Star'라는 락 스타일의 곡이 수록되었다. 'Sweet Flower'도 싱글 차트에서 151위를 차지하며 높은 인기를 얻지 못하였다. 이 싱글 음반은 한국에도 라이센스반으로 발매되었으며 일본어판과 다르지는 않았다.
세 번째와 네 번째 싱글 음반을 발매하는 중간 시점에, 다른 아시아 국가들에서는 몇가지 공식적인 발매가 있었다. 일본어판 싱글인 '부메랑'은 6월 19일에 Avex Trax사의 공식적인 중국배포처인 CRSC를 통하여 중국어판으로 발매되었다. Avex China의 웹페이지에 따르면 일본어판 싱글인 'The Club'은 나와 있으나, CRSC에는 나와있지 않다. 대만과 홍콩에서는 한국어판 싱글 음반인 'The Club'의 새로운 버전이 발매되었는데, 여기에는 중국어판 'The Club'과 한국어판 뮤직비디오가 DVD로 포함되어 있었다.
처음에 발매한 싱글 음반들에 대한 반응이 그리 좋지 않았지만, 새로운 싱글 음반이 계속 준비되고 있었다. 'juicy LOVE'는 종전의 싱글 음반들에서 보여줬던 것과는 달리, 여름 시즌에 맞추어 레게 비트를 수록하였다. 일본의 레게 가수인 'CORN HEAD'가 이 곡에 참여하였다. 또한 다나가 작사한 솔로곡 'さよならの向こうに (이별의 저편에;사요나라노무코우니)'이 수록되었다. 'juicy LOVE'는 이전과 마찬가지로 내용이 바뀌지 않고 라이센스반으로 한국에 발매되었다.
4개의 싱글 음반을 발표한 후에도, 천상지희는 일본에서의 다양한 행사에 참가하여 홍보활동을 계속했다. 'juicy LOVE'의 홍보활동 도중에, 다나는 다리 부상을 당해, 몇차례의 행사에서는 모습을 보여줄 수 없었다. 일본에서 활동하는 시기의 종반부에 마지막으로 불렀던 곡은 랩퍼 'DOGMA'와 듀엣으로 부른 OST(백댄서즈.히로,성선임 주연)인 'Get on the Floor'였다.
천상지희가 일본에서 가진 마지막 행사는 Avex Trax사가 개최한 전국투어 경연무대였다. 천상지희는 주무대에서 3일간 공연했고, 4일째에는 '파워 무대'에 올랐다. 그들은 '댄싱퀸'을 아카펠라로 부르고, '부메랑'과 'juicy LOVE'를 노래했다. 어떤 공연에서는 'CORN HEAD'와 함께 하기도 했다. 홍보활동으로 판매량이 늘었고, 행사가 진행되는 동안의 천상지희의 싱글 음반들은 모두 매진되었다. 그들의 공연모습은 공식적으로는 전혀 방송되지 않았으나, RZTV는 '부메랑'과 'juicy LOVE'의 공연 일부분을 보여주었다.
스케줄이 줄어감에 따라, 일본의 공식 웹페이지에는 천상지희가 팬들과 만나볼 수 있는 일기장 코너가 마련되어, 게시글과 사진들을 채울 수 있게 되었다. 9개월간 일본에서의 활동을 마친 이후에, 천상지희는 새로운 한국 앨범을 준비하기 위해 한국으로 돌아왔다.

### 한국으로의 귀환
수 주일이 지난 끝에, 마침내 SM사는 천상지희의 세 번째 싱글 앨범을 발표하면서 그룹의 콘셉트에 변화를 시도하였다. 비록 천상지희가 최초에는 아카펠라 팝 그룹으로서 마케팅을 시도해왔지만, 새로운 음반부터는 그러한 이미지에서 벗어나, 전형적인 여성 팝 댄스 그룹으로 변신하기로 한 것이다. 팝 댄스 그룹으로서의 이미지를 좀 더 강화하기 위하여, SM사는 천상지희의 그룹명을 '천상지희 더 그레이스'로 변경하였다. 이에 따라 멤버들의 예명도 각각 '스테파니 더 그레이스', '린아 더 그레이스', '선데이 더 그레이스', '다나 더 그레이스'로 변경하였다.
한국에서의 세 번째 싱글 음반인 《열정 (My Everything)》은 2006년 11월 3일에 발매되었다. 언론사의 보도에 따르면, 이 싱글의 첫 번째 타이틀곡은 발매 계절을 감안하여 종전의 싱글 음반들과는 달리 발라드곡으로 선택했다고 한다. 이 싱글에는 첫 번째 싱글의 홍보활동에서 공연했던 조지 마이클의 'Faith' 아카펠라 곡과 신곡인 'The Final Sentence', 'IRIS (I Have Something to Say)'가 수록되었다. 음반이 발매된 후에 곧 홍보활동들이 이어졌으며, 목소리를 들려주기 위하여 다양한 음악 프로그램에서 라이브 공연을 가졌다.
멤버들은 SBS사의 '뉴 X-맨' 등의 버라이어티쇼에도 출연하곤 했다. 그러나 음반 판매량이 크게 증가하지는 않았으며, 한국음반협회의 월간 판매량집계에 따르면 2006년 11월 기준, 2,400여장으로 30위를 차지했다. 이 싱글 음반에 대한 홍보활동은 2007년 1월에 종료되었다.

### 2007년 5월, 정규앨범 발매
2007년 4월, 천상지희 더 그레이스의 티저 영상이 공개되었으며, 첫 번째 정규앨범을 통해 "섹시하게 업그레이드"한 모습을 선보였다.첫 번째 정규앨범인 한번더, OK?는 2007년 5월 4일에 발매되었으며, 공연무대는 SBS, MBC, KBS, Mnet, KMTV 등 공중파와 케이블채널 등을 통해 마련되었다. 이번 앨범에서는 천상지희 더 그레이스의 다재다능한 매력을 보여줄 수 있는 곡들로 구성이 되었다. 특히, 이번 앨범에서는 2007년 6월 7일 데뷔 2년 만에 엠카운트다운에서 1위를 차지했다. 그리고 10일후인 2007년 6월 17일에 SBS 음악프로그램인 SBS 인기가요에서 1위상인 뮤티즌송 수상하는 등 천상지희 더 그레이스는 이 곡으로 데뷔후 2년 만에 최고의 인기를 누렸다. 한번 더, OK? 활동 초기의 그녀들의 최대 팬카페였던 '드리밍'에서는 팬카페 회원수가 10만명을 돌파하기도 했다. 하지만 이후 발표한 후속곡 활동이 잘 이루어지지 못하여, 열기를 이어가지는 못했다. 연말에 열린 대중음악시상식인 MKMF에서 "한번 더, OK?"는 댄스음악상을 수상하였고, 이후 열린 2007년 제14회 대한민국연예예술상에서 여자그룹가수상을 수상하였다.

### 다시 일본에서의 활동
천상지희는 한국에서의 후속 활동을 끝내고 다시 일본으로 가 8월에 발매한 5번째 싱글 'Piranha'를 발표하였으나 짧은 한국 활동 기간 때문에 팬들의 원성을 사기도 했다. Piranha를 통해 천상지희는 일본에서 인기를 얻었다. 11월 14일에 발매된 천상지희의 첫 일본 정규 앨범인 'Graceful 4'는 오리콘 데일리 차트에서 38위를 차지했다. 그리고 2008년 3월에 천상지희 더 그레이스는 일본에서 첫 콘서트 《天上智喜 Graceful Party Vol.1》콘서트를 개최했다.
2008년 7월 23일 발매된 천상지희의 6번째 싱글인 'Stand Up People'이 25위를 차지해 천상지희의 가능성을 보여주었다.
천상지희와 일본의 힙합 유닛 'CLIFF EDGE'가 공동 작업한 7번째 싱글 'Here'는 10월 22일에 발매, 발매 첫날 오리콘 데일리 차트에서 12위를 차지했으며, 발매 다음주 데일리 차트에서 11위를 기록,그주 위클리차트엔 18위를 기록했다. 또한 일본데뷔 후 처음으로 먼슬리차트에 45위를 기록, 3만장 가까이의 판매고를 올렸다. 천상지희는 이 앨범을 통해 인지도를 더 올릴 수 있었고, 그와 함께 그녀들의 실력과 음악에 대해 일본 전문가들로부터 좋은 평가를 받았다. 'Here'는 일본 유명 개그맨 타무라 히로시의 자서전 '홈레스 중학생'을 원작으로 한 드라마와 영화 모두에서 삽입곡으로 채택되었다. 드라마 '홈레스 중학생2'에서도 역시 그녀들의 Here이 OST로 사용되었다.
일본 내에서 좋은 반응을 얻었던 'Here'의 여세를 몰아 1월 7일 정규 2집 'Dear...'를 발매하였으나 큰 반응을 얻지는 못하였다. 아직 인지도가 높지 않은 외국 가수로서 일본인에게 크게 어필하기 어려운 정통 발라드곡을 타이틀곡으로 선정한 점이 정규 2집 실패 요인 중 하나였다는 의견이 있다. 타이틀곡 '　少しでいいから (조금이라도좋으니까;스코시데이이카라)'를 포함해 신곡은 6곡이 수록되었으며, 신곡 중 'Party'는 선데이, '天上の メロディ- '는 린아,다나가, 'どうして'는 선데이와 스테파니가 작사하였다. TV쇼에서 일본 유명 평론가가 'Dear...' 앨범을 호평해 하루 판매량이 급상승 하기도 했다. 정규 2집 활동을 본격적으로 시작하기도 전의 Here의 프로모션 활동이 막바지에 들어갈 즈음, 정규2집 녹음을 완료하고 소속사 AVEX에서 천상지희의 전국 LIVE TOUR 개최가 결정되어 이를 위한 연습을 하던 도중에, 스테파니가 허리를 부상당했다. 걷지도 못할 정도로 심한 요통으로 인해 치료차 부모님이 계신 미국으로 떠났고, 천상지희는 스테파니가 빠진 3인체제로 일본 프로야구 개막식 참가 행사때부터, 디즈니랜드에서의 크리스마스 콘서트를 포함하여 이후에 이루어진 정규2집 활동을 해야했다. 또한 2009년 3월 12일 오사카에서부터 시작해 'Dear...' 라이브 투어를 개최하였다. 그때 라이브 투어에서 새 싱글에 들어갈 '凍える太陽(얼어버린 태양)'을 발표했으나 신보는 나오지 않았다. 그 후 스테파니를 제외한 3인의 멤버는 "천상지희의 치키"라는 라디오 프로그램의 DJ로 몇달 간 한국과 일본을 오가며 활동을 하였다. 라디오 활동을 끝으로 일본 활동은 완전히 중단되었고 멤버들은 현재 한국에서 각자 활동하게 되었다.

### 스테파니 부상으로 인한 활동 중단 이후 천상지희 더 그레이스의 개인활동 시기
2009년 3월, 천상지희는 일본 정규 2집 Dear…로 활동 중에 스테파니가 허리 부상으로 일본 투어에 참여하지 못하고 린아, 다나, 선데이의 3인 체제로 무대에 서야 해야 했다. 라이브 투어 후에는 스테파니의 요통 악화와 기타 이유로 천상지희 멤버 모두 일본 활동을 중단했다. 한편, 다나는 강원도 등으로 휴가를 가서 화장기 없는 얼굴, 이른바 "쌩얼"로 찍은 사진을 미니홈피에 올려 검색어 순위 1위에 오르며 화제가 되기도 하였다. 그리고 2009년 11월, 린아는 "By L Style"이라는 쇼핑몰을 열어 CEO가 되었으며 직접 모델까지 해 화제가 되었다. 그리고 선데이는 지난 11월 20일에 방송된 뮤직뱅크에 H-유진의 신곡 '사랑경보'의 피쳐링에 참여하였다. 스테파니는 한국예술종합학교 무용원으로부터 합격 통보를 받았다. 소속사 SM 엔터테인먼트에 따르면 스테파니는 그 간 자신이 전공으로 배워온 무용을 좀 더 체계적으로 공부하고자 무용과 입시를 준비해왔다고 한다. 한국예술종합학교 입학한 스테파니는 4월말 휴학을 하고 현재 가족들이 있는 미국으로 출국하였으며 2010년 8월 8일 한국에 입국하였으나 SMTOWN LIVE '10이 아닌 발레연수차 입국했던 것이었다. 한국 입국 후 스테파니는 한국예술종합학교의 뮤지컬 안무지도를 맡아 수행하고, LA 발레단에서 주연의 역할을 맡아 월드투어에 참여했다. 발레 공연의 월드투어로 인해 스테파니는 SMTOWN LIVE '10 TOUR에 참여하지 못했다.(SMTOWN LIVE '10 in Seoul 기자회견에서 세맴버가 스테파니의 근황에 대해 밝힘) 린아는 현재 쇼핑몰 사업을 진행하였으며 다나는 2010 고궁뮤지컬 대장금 시즌3에 주연으로 캐스팅되어 두 번째 뮤지컬을 성공적으로 마무리 하였다. 한편 린아, 다나, 선데이는 SMTOWN LIVE '10 Tour에 참가하였다. 린아는 서울 공연만 참가하였고, 다나와 선데이는 서울과 LA공연에 참가하였다. 상하이 공연과 이듬해 1월에 열렸던 도쿄공연에는 모든 멤버가 불참하였다. 이후 멤버들은 유닛앨범, 솔로앨범, 뮤지컬, 드라마, dj 등 각자의 영역에서 활동을 하고 있다.

### 유닛 "천상지희-다나&선데이"
2011년 7월 천상지희 멤버 중 다나와 선데이는 유닛그룹 천상지희 다나&선데이를 결성해서 디지털싱글을 내고 타이틀곡 "나 좀 봐줘(One More Chance)"로 활동하였다.

## 구성원
| 이름     | 소개 |
| -------- | --- |
| 린아     | - 본명 : 이지연 (Lee Ji-Yeon) - 예명 : 린아 더 그레이스, 상미(上美) 린아, Shang Mei LINA, Sang Mi LINA - 생년월일 : 1984년 2월 18일(41세)                                            |
| 다나     | - 본명 : 홍성미 (Hong Sung-Mi) - 예명 : 다나 더 그레이스, 희열(喜悦) 다나, Xi Yue DANA, Hee Yeol DANA - 생년월일 : 1986년 7월 17일(38세) - 유닛 그룹 : 천상지희-DANA & SUNDAY        |
| 선데이   | - 본명 : 진보라 (Jin Bo-Ra) - 예명 : 선데이 더 그레이스, 지성(智聲) 선데이, Zhi Sheng SUNDAY, Ji Sung SUNDAY - 생년월일 : 1987년 1월 12일(38세) - 유닛 그룹 : 천상지희-DANA & SUNDAY |
| 스테파니 | - 본명 : 김보경 (Kim Bo-Kyung, Stephanie Kim) - 예명 : 스테파니 더 그레이스, 천무(天舞) 스테파니, Tian Wu STEPHANIE, Cheon Mu STEPHANIE - 생년월일 : 1987년 10월 16일(37세)          |

## 음반 목록
- 2007: 《한번더, OK?》
- 2007: 《Graceful 4》
- 2009: 《Dear…》

## 수상 목록
2005년
- 제3회 중국 동남경폭음악방 시상식 - 최고 장래성 있는 해외그룹상 수상
- 제12회 대한민국 연예예술상 신인그룹가수상 수상

2006년
- 제13회 대한민국 연예예술상 한류 올스타상 수상

2007년
- 제14회 대한민국 연예예술상 여자 그룹가수상 수상
- 제 9회 Mnet KM Music Festival 여자 댄스그룹상 수상

### 가요 프로그램 1위
| 연도            | 수상 내역 (총 2회)                                                                                |
| --------------- | ------------------------------------------------------------------------------------------------- |
| 2007년 (총 2회) | - 한번 더, OK? (총 2회) - 6월 7일 M.net 《엠카운트다운》 1위 - 6월 17일 SBS 《인기가요》 뮤티즌송 |